# Sergej Leonov
Sergej Aleksandrovič Leonov (in russo Сергей Александрович Леонов?; ...) è un giornalista russo.
È conosciuto soprattutto per i suoi articoli di informatica e scrive per vari giornali come Komp'juterra ("Компьютерра"), Domašnij Komp'juter ("Домашний компьютер"), Infobiznes ("Инфобизнес"), CIO e Biznes-žurnal ("Бизнес-журнал").